# 三岸好太郎
三岸 好太郎（みぎし こうたろう、1903年（明治36年）4月18日 - 1934年（昭和9年）7月1日）は、日本の洋画家。戦前のモダニズムを代表する洋画家の1人。妻は同じく洋画家の三岸節子（旧姓：吉田）、異父兄は作家の子母澤寛（本名：梅谷松太郎）。

## 経歴

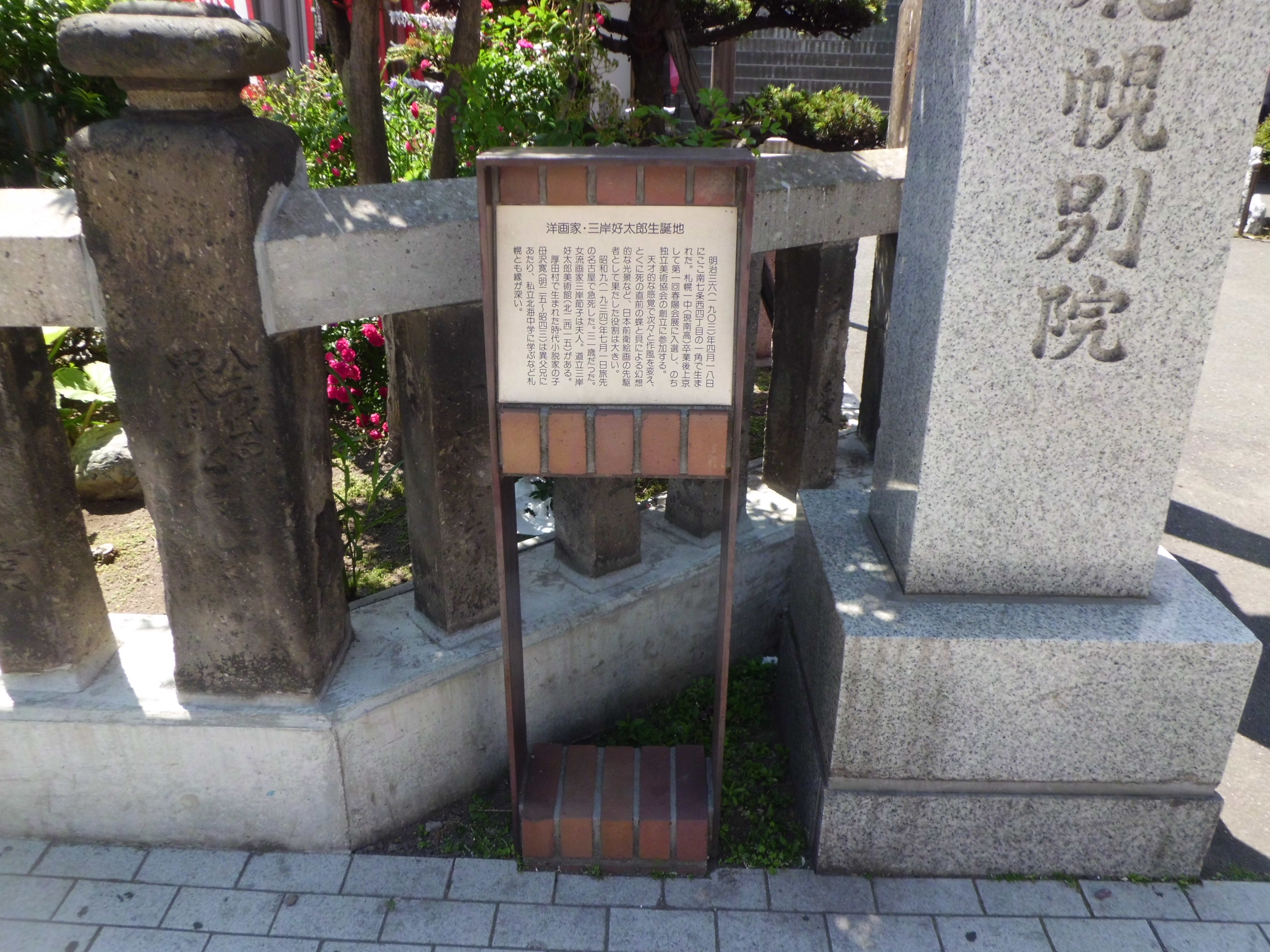
三岸好太郎生誕地（豊川稲荷札幌別院の鳥居横）

北海道札幌市出身。祖父の梅谷十次郎は元御家人で、石狩国の漁村厚田村（現：石狩市）の網元だった（子母澤寛を参照）。父は橘巌松、母は三岸イシ。父の巌松は旧加賀藩前田氏に仕えた御殿医の家に生まれるも、医学修業中に吉原遊廓通いで身を持ち崩して石狩へ流れ着き、十次郎の営む料理店で働いていたと伝わる。また、薄野の大妓楼「高砂楼」の番頭だったとも伝わる。祖父が両親の結婚を許さなかったため、三岸家の戸主である母の姓を名乗る。
1916年に父を亡くしてからは母イシが質屋に住み込みで働き始め、母が亡くなった後は札幌で所帯を持っていた異父兄である子母澤寛（本名：梅谷松太郎）と祖父に育てられた。札幌第一中学校（現：北海道札幌南高等学校）を卒業後、画家を志して1921年に上京。1923年、第1回春陽展に『檸檬持てる少女』が入選。翌1924年、第2回春陽展に『兄及ビ彼ノ長女』などを出品、春陽会賞を首席で受賞。同年、吉田節子と結婚。初めアンリ・ルソー風の素朴な画風から出発し岸田劉生の東洋趣味への傾倒を経て、やがては中国旅行（1926年）の体験を元にしたエキゾティックでロマンティシズム溢れる画風に転じた。
1930年、福沢一郎らと独立美術協会の結成に参加する。最年少の会員となり、独立展で『面の男』など道化をモチーフにした作品を数多く発表した。この頃から画面は、ジョルジュ・ルオー風のフォーヴィズムの影響が顕著になって来る。さらに1932年に開催された「巴里・東京新興美術同盟展」に衝撃を受けたことを契機に、三岸のその画風は前衛主義に急速に接近して行った。

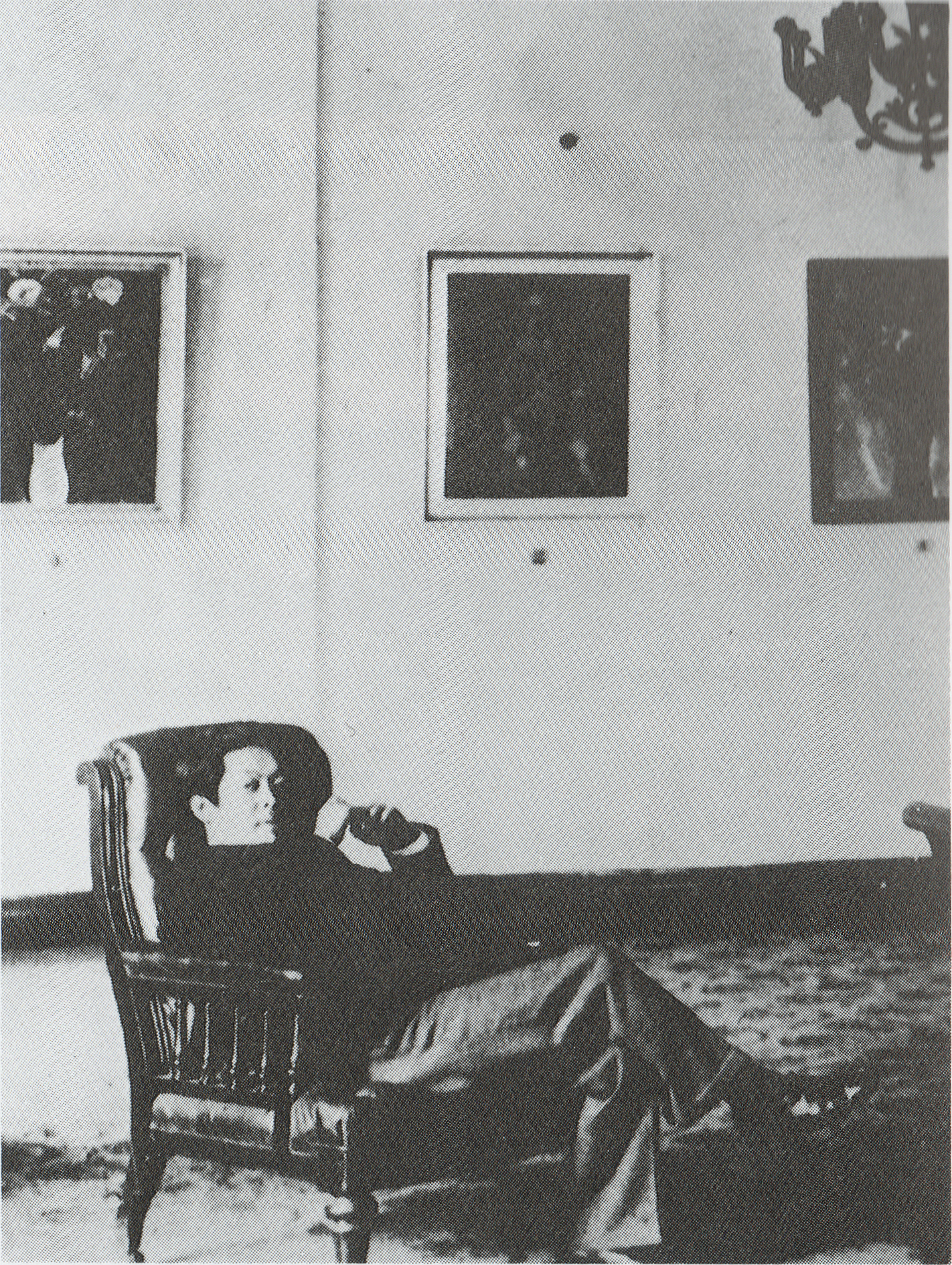
1932年、札幌で開かれた個展にて

抽象形態を構成した『コンポジション』や線条様式の『オーケストラ』などの試作により純粋主義や機械主義を賛美した三岸はその後シュルレアリスムに移行し、1934年に死後の世界をイメージしたものとも言われる連作「蝶と貝殻」シリーズを発表する。中でも『海と射光』は単純化した構図に白日夢のような幻想的な光景を現出し、乾いたエロティシズム・東洋的な叙情をも漂わせた晩年の三岸の代表作と言ってよい作品である。
1934年、三岸は新しいアトリエの建設を計画するが、完成間近の7月に関西旅行の帰路に立ち寄った名古屋で胃潰瘍による吐血で倒れ心臓発作を併発し、誰にも看取られずに亡くなった。31歳没。
三岸は村山槐多・古賀春江らとともに詩作も行う画家として知られ、散文詩『上海の絵本』、『蝶と貝殻』などの作品を残している。三岸ならではの色彩感と唯美性、そして硬質な叙情といったものがこれらの作品の特色をなしている。創作を「主観的感情の表現」と定義づけた三岸にとっては、絵画と詩は互いに補完し合う関係であったものと思われる。
1967年9月、現在の北海道立三岸好太郎美術館の前身である北海道立美術館三岸好太郎記念室が開館。
三岸の死後から75年経った2009年6月、妻の節子のアトリエで三岸の最晩年の作品と見られる油彩画が発見された。

## 作品リスト

『海と射光』

- 自画像（1921年、三岸好太郎美術館蔵）
- 大塚仲町風景（1922年、同上）
- 檸檬持てる少女（1923年、同上）
- 赤い肩かけの婦人像（1924年、同上）
- 兄及ビ彼ノ長女（1924年、同上）
- 上海風景（1926年、同上）
- 支那の少女（1926年、同上）
- 茶畑（1926年、同上）
- 面の男（1928年、同上）
- 大通教会（1928年、同上）
- 少年道化（1929年、東京国立近代美術館蔵）
- マリオネット（1930年、三岸好太郎美術館蔵）
- 黄服少女（1930年、同上）
- 三人家族（1930年、同上）
- 猫（1931年、同上）
- 道化役者（1932年、同上）
- 婦人像（1932年、同上）
- 裸婦Ｂ（1932年、同上）
- 大通公園（1932年、同上）
- 花ト蝶（1932年、同上）
- 乳首（1932年、同上）
- 立てる道化（1932年、同上）
- 見物客（1933年、同上）
- 花（1933年、同上）
- コンポジション（1933年、同上）
- オーケストラ（1933年、同上）
- オーケストラ（1933年、宮城県美術館蔵）
- 海と射光（1934年、福岡市美術館蔵）
- のんびり貝（1934年、三岸好太郎美術館蔵）
- 飛ぶ蝶（1934年、同上）
- 旅愁（1934年、同上）
- 海洋を渡る蝶（1934年、同上）
- 筆彩素描集『蝶と貝殻』（1934年、同上、また同名の詩も残している）

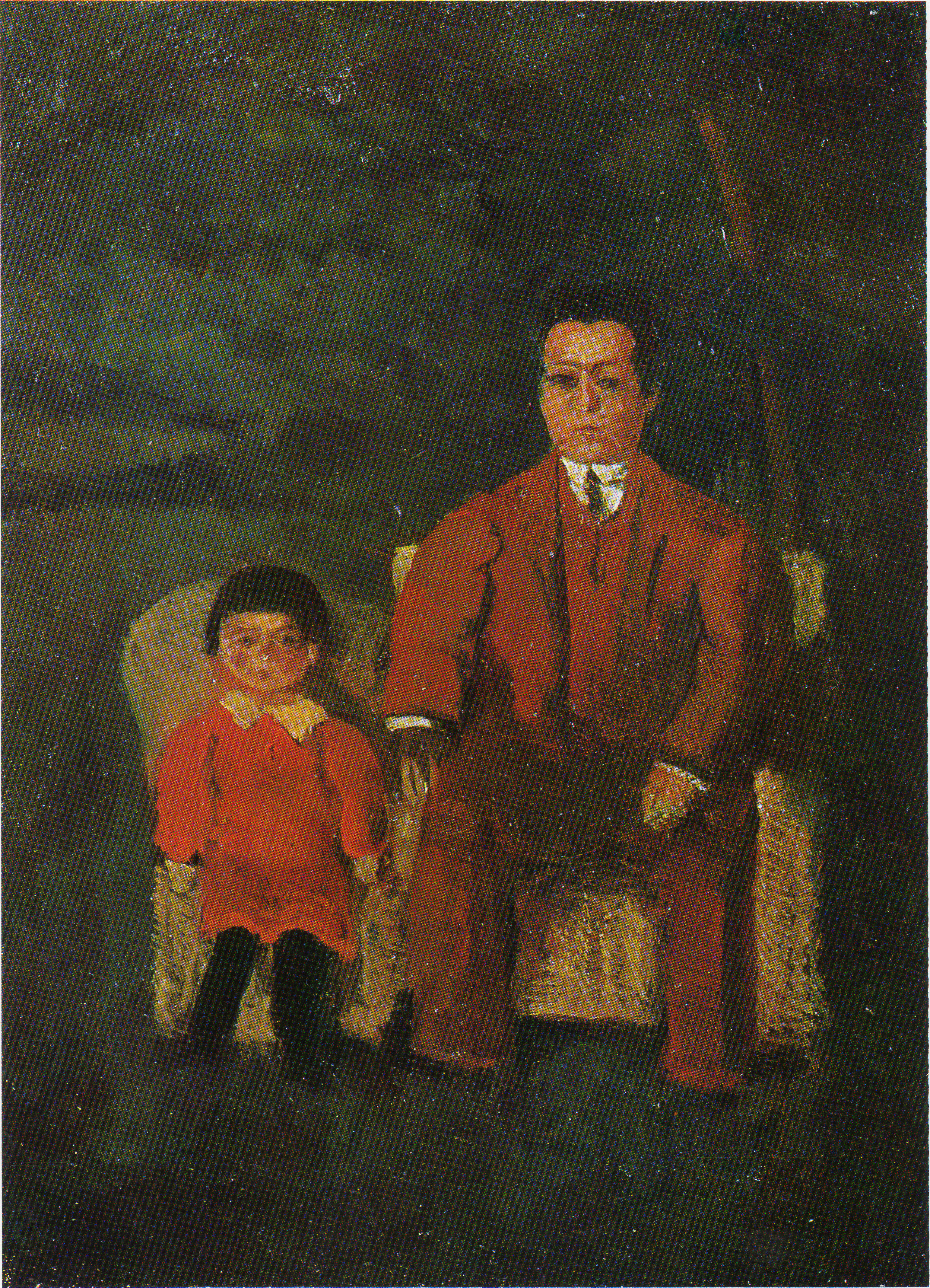
「兄及ビ彼ノ長女」
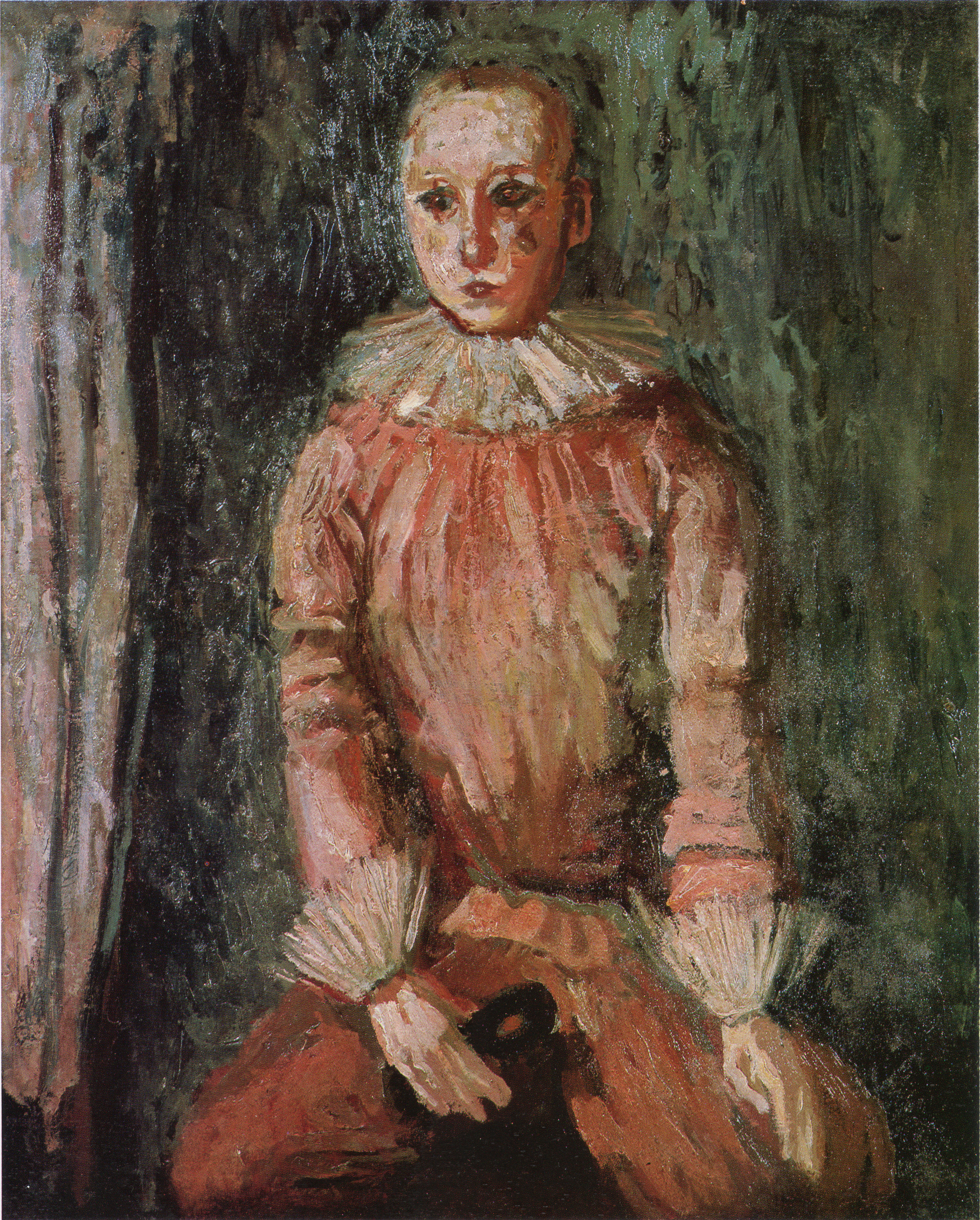
「少年道化」
「猫」
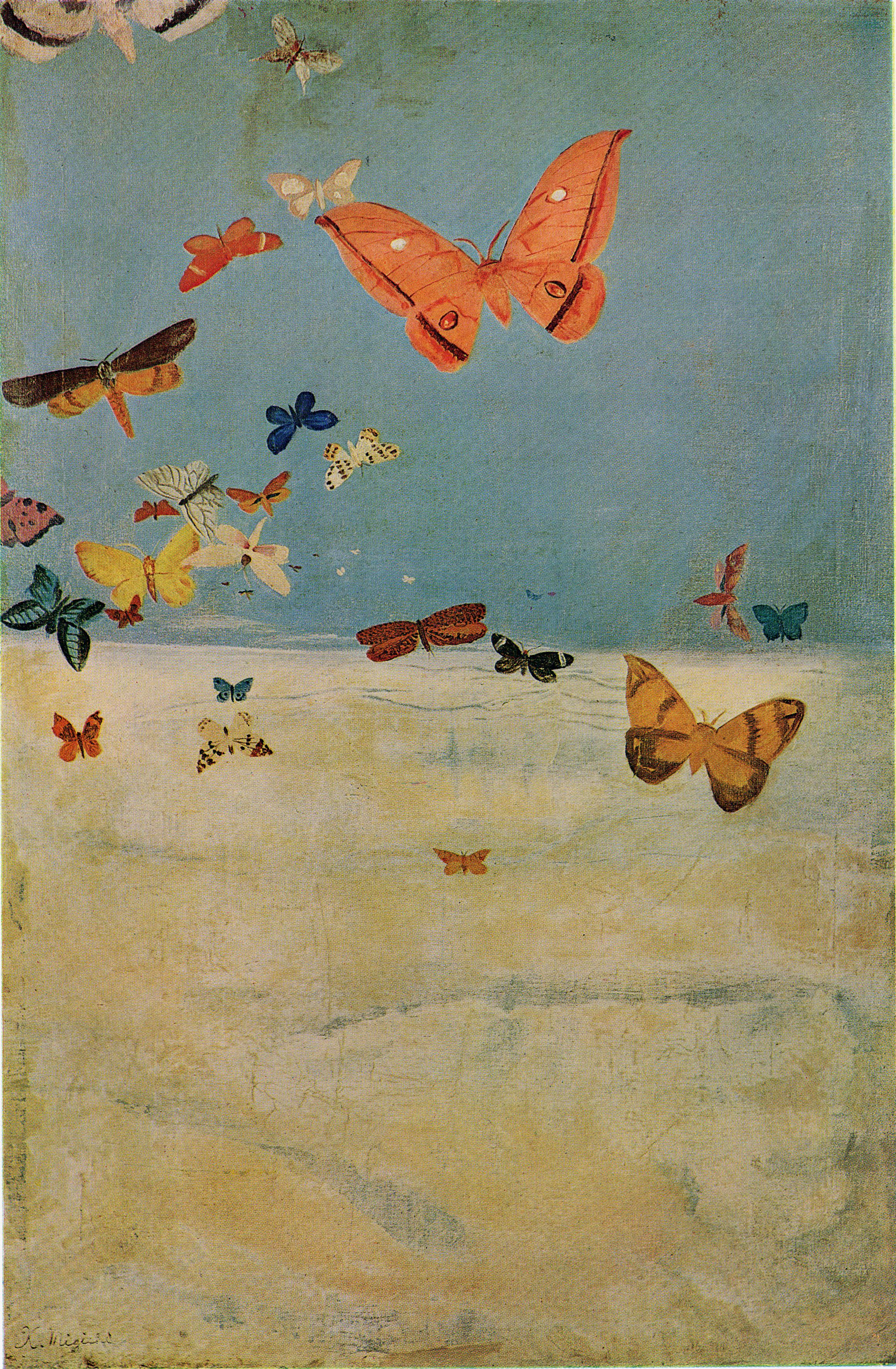
「雲の上を飛ぶ蝶」
「女の顔」（絶筆）

## 著作
- 『蝶と貝殻 三岸好太郎筆彩素描集』芸術学研究会、1934年。
  - 『蝶と貝殻 三岸好太郎筆彩素描集』（復刻版）北海道立三岸好太郎美術館、1983年7月。
- 大下正男編集 編『三岸好太郎画集　1902-1934』美術出版社、1950年5月。
- 『三岸好太郎画集』平凡社、1965年7月。
- 『三岸好太郎展』東京新聞、1972年5月。
- 『感情と表現』中央公論美術出版、1983年7月。
  - 『感情と表現』（新装普及版）中央公論美術出版、1992年6月。
- 『三岸好太郎全画集』朝日新聞社、1983年9月。